# Брахівка
Бра́хівка — село в Україні, у Золочівському районі Львівської області. Населення становить 236 осіб. Орган місцевого самоврядування — Буська міська рада. У селі знаходиться дерев'яна церква Різдва Пр. Богородиці 1785 , дім культури.

## Історія села
Брахівка - село в Золочівському районі Львівської області, Україна. Історія населеного пункту налічує кілька століть. Перша згадка про село датується 1406 роком. Спочатку Брахівка була поселенням лісорубів, яких ще називали брахарами,чому сприяла наявність лісів довкола села.Також, у певних місцевостях України, слово "брахарі" вживається в значенні "болітники" або "люди, що живуть біля боліт.
Село оточене чотирма хуторами: Гадилів, Лісові, Заяці та Заставне. Існував ще п'ятий хутір - Березина, що був знищений радянською владою після Другої світової війни. В роки 2 світової війни в лісах навколо села існував активний партизанський рух. Сьогодні його сліди досі можна знайти у вигляді окопів в яких ховалися бойовики ОУН та повстанці УПА, які діяли проти радянської влади. Багато місцевих жителів допомагали повстанцям, надавали їм притулок та харчі. Внаслідок цього, багато жителів села стали жертвами репресій соціалістичної влади, а деякі були депортовані на примусові роботи або виселені зі своїх домівок. 
У XVIII–XIX ст. в Брахівці на річці, яка за деякими даними мала назву Люберка, функціонував водяний млин, що став однією з причин приїзду нових жителів. Також відомо, що в 1648 році військо Богдана Хмельницького спочивало під трьома дубами,  що ростуть неподалік села.
Також у Брахівці можна побачити старовинну церкву , яка була збудована в XVIII столітті.

## Деякі факти
- Біля села ще досі ростуть 2 з 3 дубів, під якими спочивало військо Богдана Хмельницького.
- Через Брахівку проходить Головний європейський вододіл.
- Найстаршому мешканцю було 101 рік.
- Через село протікає річка Покрова
- 29 березня 2014 року на пустирі в центрі села навколо пам'ятника Героям УПА було закладено яблуневий сад пам'яті Героїв Небесної Сотні.
- Брахівку можна побачити на Картах Західної України Фрідріха фон Міга 1779-1783 рр.